# Wingstrandarctus corallinus
Wingstrandarctus corallinus är en djurart som tillhör fylumet trögkrypare, och som beskrevs av Kristensen 1984. Wingstrandarctus corallinus ingår i släktet Wingstrandarctus och familjen Halechiniscidae. Inga underarter finns listade i Catalogue of Life.